# Conques

Conques este o comună în regiunea Midi-Pirinei, departamentul Aveyron din sudul Franței. În 1 ianuarie 2018 avea o populație de 246 de locuitori.

## Obiective turistice
- Biserica romană Sainte-Foy și micul ei muzeu joacă un rol important în istoria culturii Franței de sud.
- Vechiul pod romain (pelerini) peste râul Dourdou.

Abația si vechiul pod al pelerinilor sunt înscrise ca făcând parte din Patrimoniul Mondial UNESCO a „Drumului lui Iacob din Franța“ .

## Galerie de imagini

Conques-Sainte-Foy
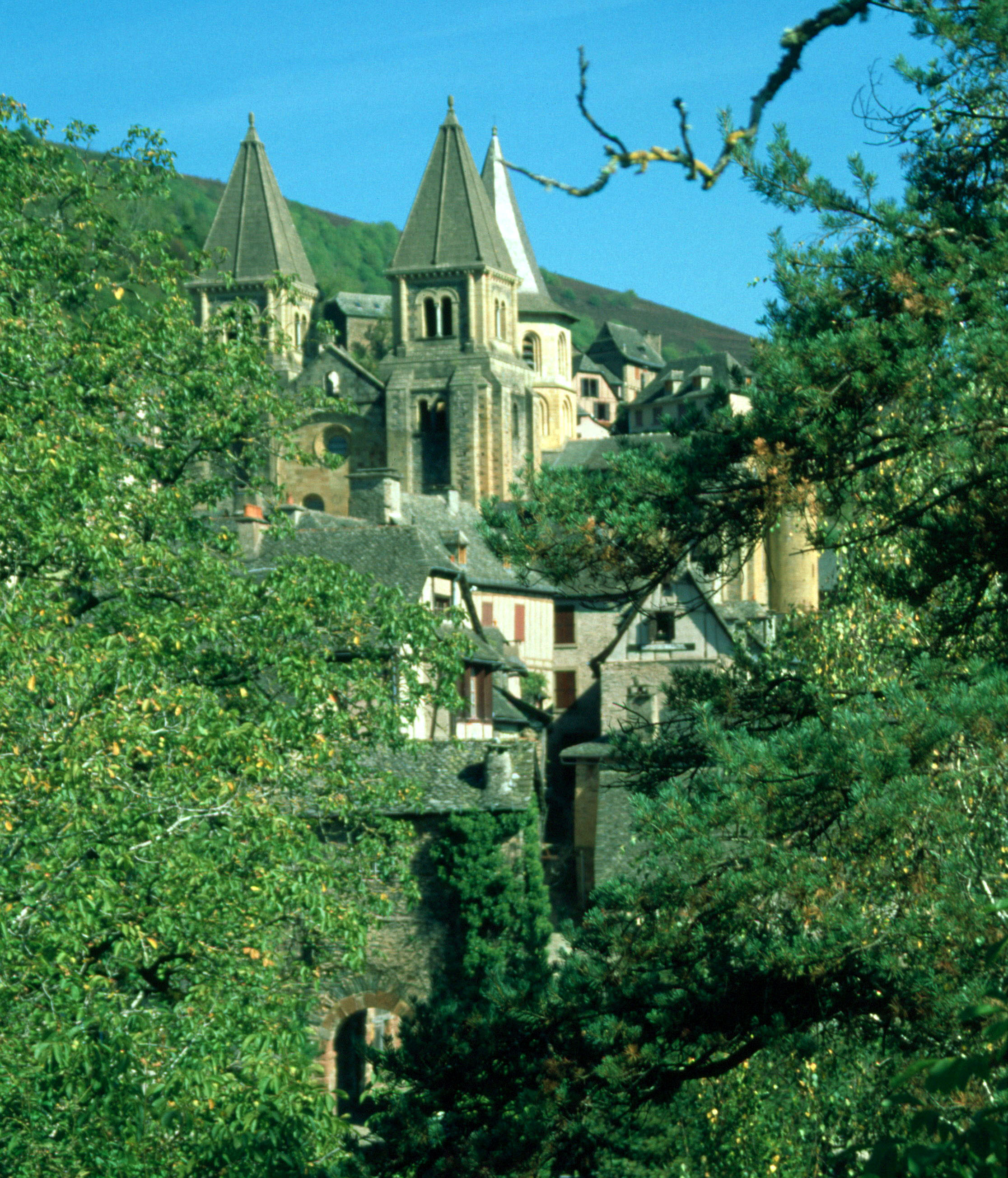
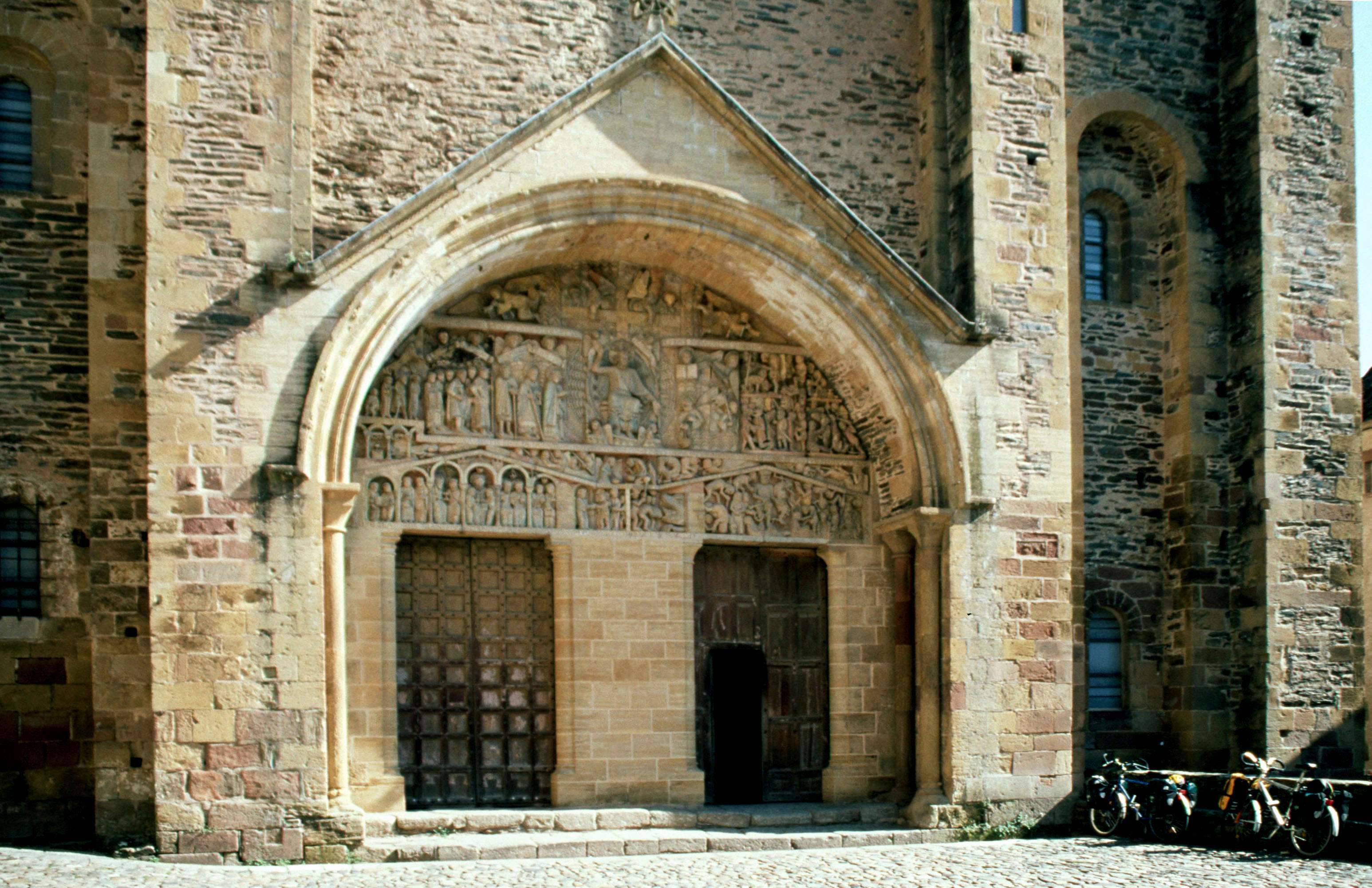
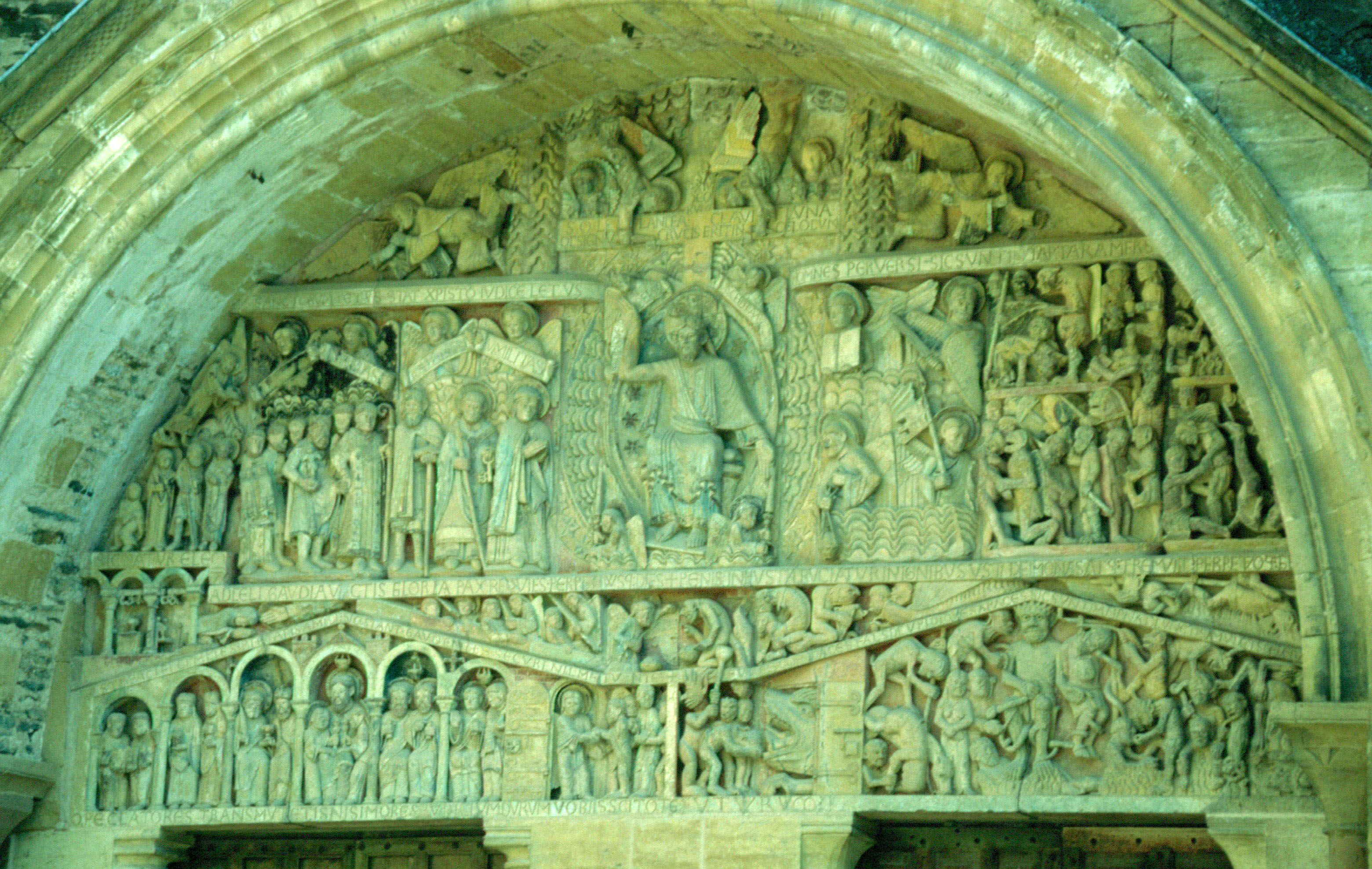
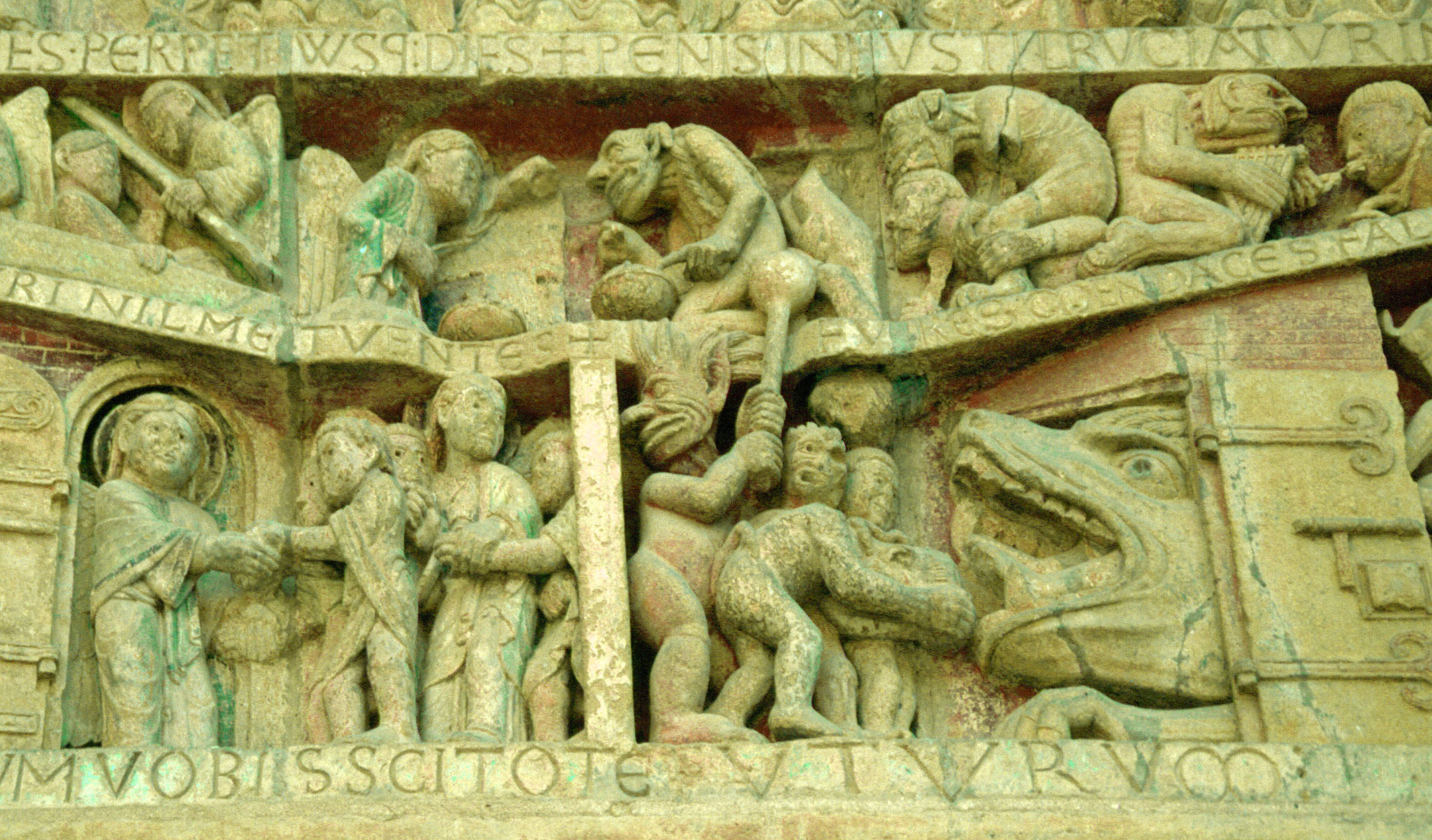
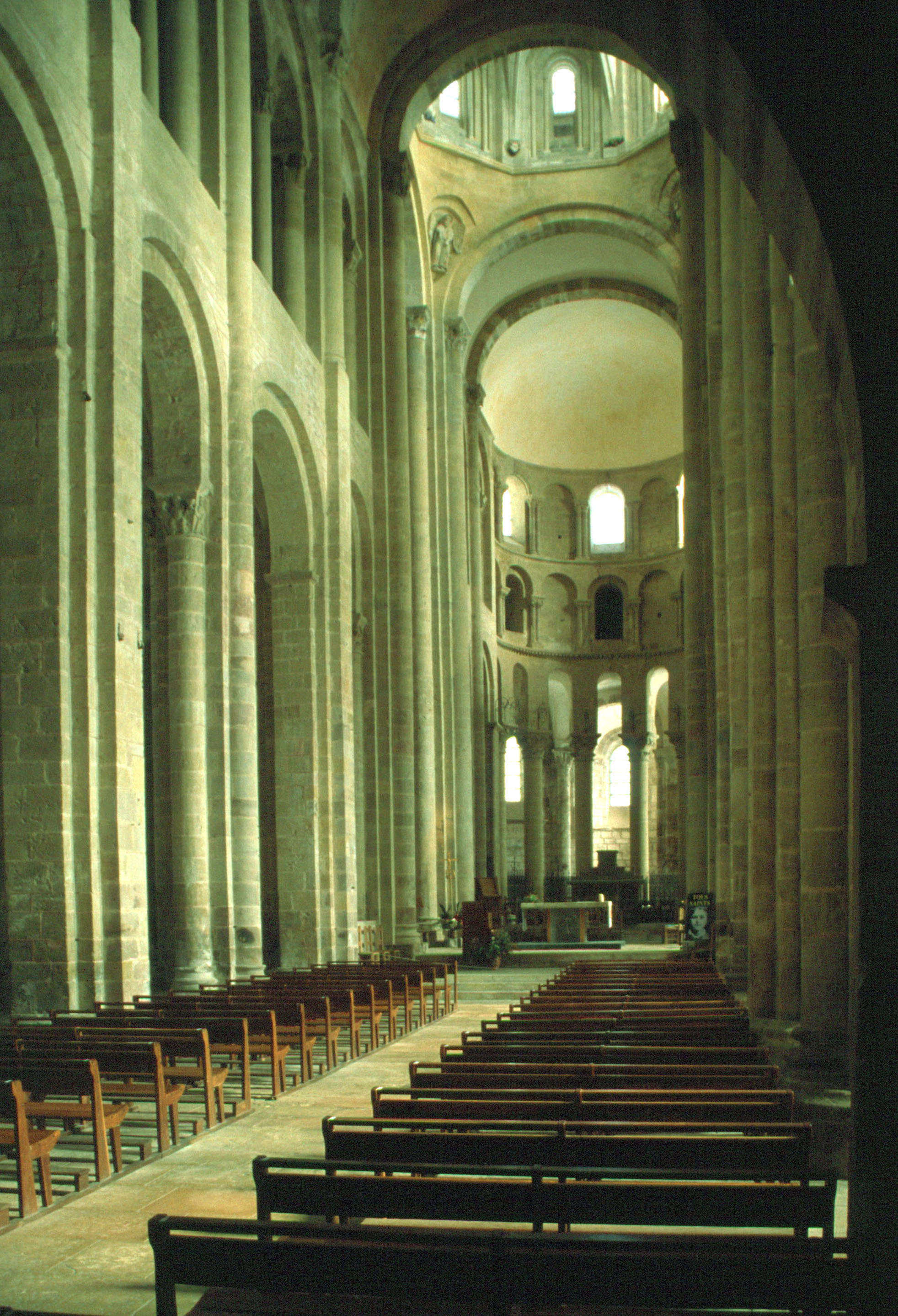
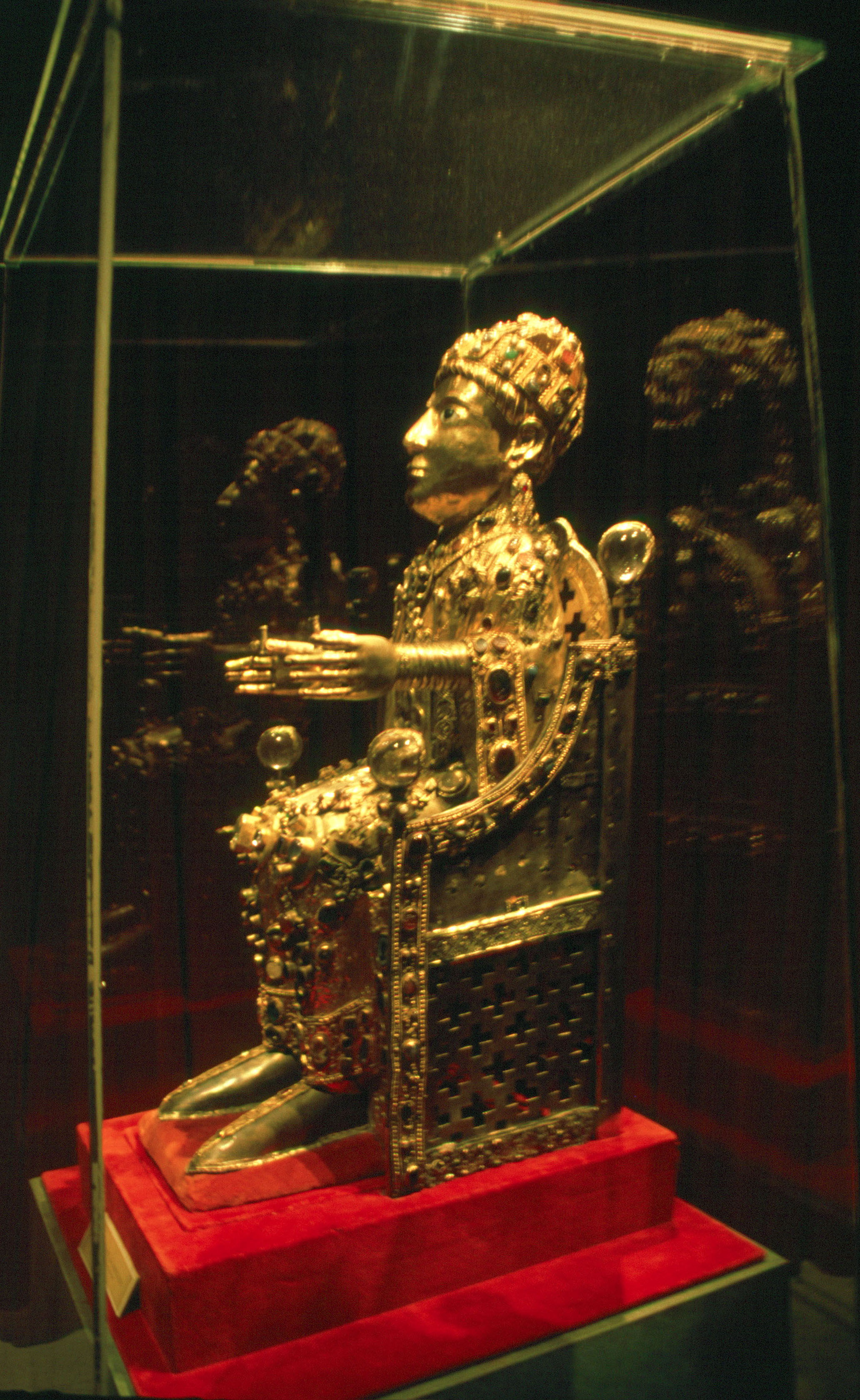
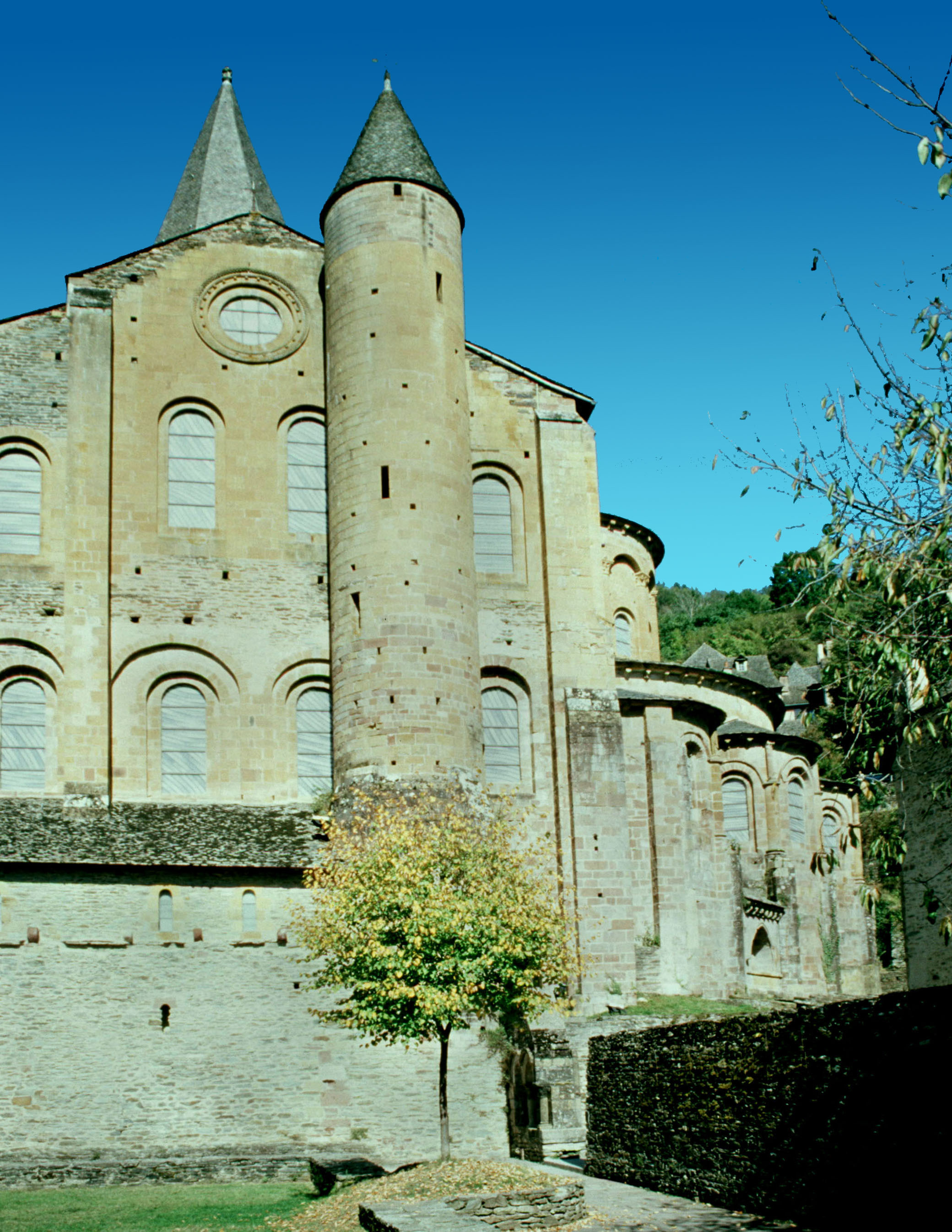
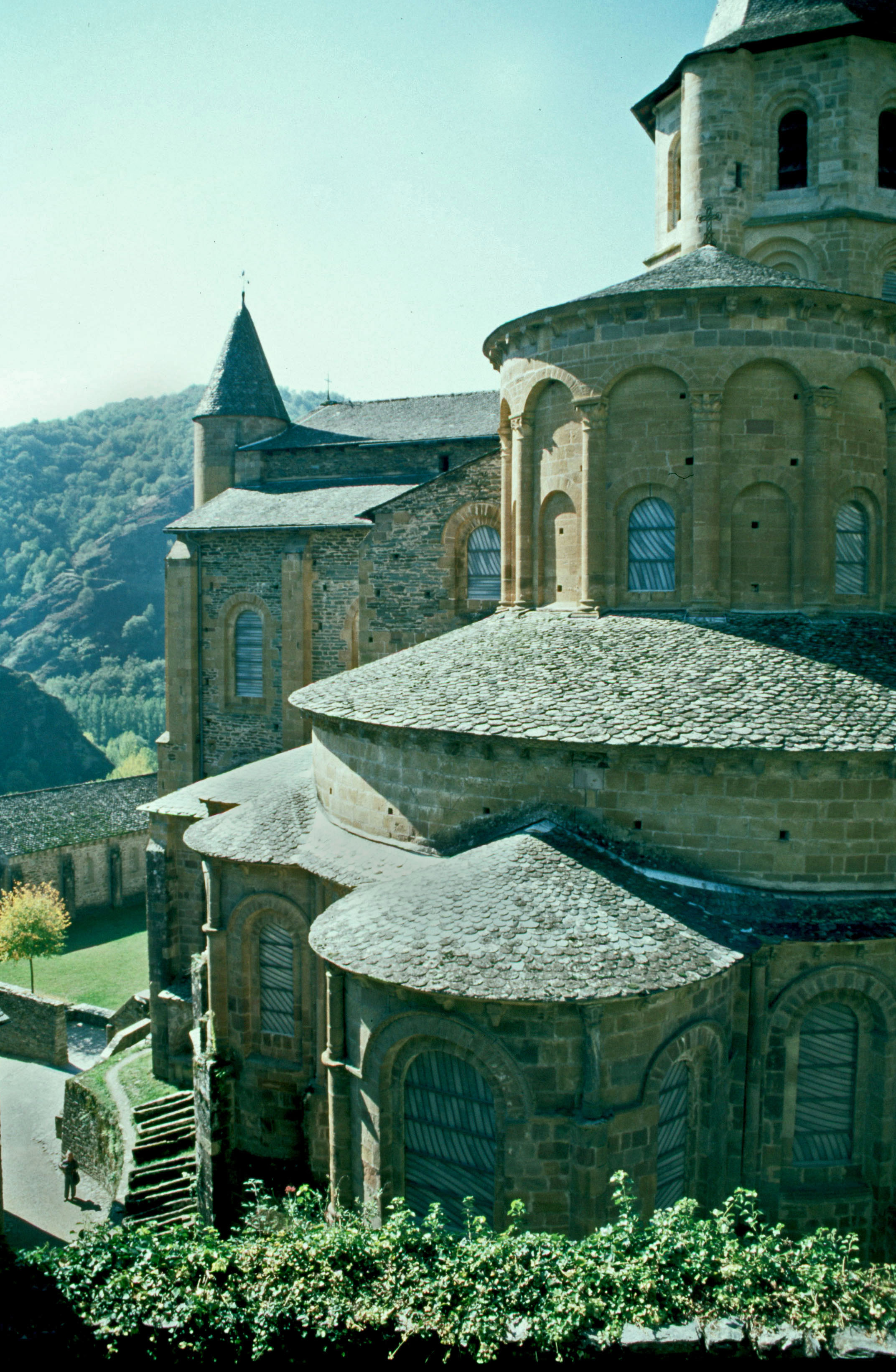